# Wiedenborstel
Wiedenborstel er en kommune i det nordlige Tyskland, beliggende i Amt Kellinghusen i den nordøstlige del af Kreis Steinburg. Kreis Steinburg ligger i den sydvestlige del af delstaten Slesvig-Holsten.
Den var i 2012 med 12 indbyggere den næstmindste kommune i Tyskland, efter Gröde. Den består af et gods, der ligger midt i en stor skov. I 1910 havde Wiedenborstel 119 indbyggere.

## Geografi
Wiedenborstel ligger omkring tolv kilometer nord for Kellinghusen og ti kilometer vest for Neumünster i Naturpark Aukrug. Vandløbet Wegebek løber gennem kommunen.
Mod nord går Bundesstraße B430 fra Neumünster mod Itzehoe. Nærmeste banegård er Aukrug på jernbanen mellem Neumünster og Heide.